# 名古屋文理大学短期大学部
名古屋文理大学短期大学部（なごやぶんりだいがくたんきだいがくぶ、英語: College of Nagoya Bunri University）は、愛知県名古屋市西区笹塚町2-1に本部を置く日本の私立大学。1941年創立、1966年大学設置。大学の略称は文理短大。

## 概観

### 大学全体
- 名古屋文理大学短期大学部は、愛知県名古屋市西区内にある日本の私立短期大学。学校法人滝川学園により1966年に設置された。学科は食物栄養2専攻となっている。かつては、稲沢市にもキャンパス（情報処理学科・経営学科）があったが、名古屋文理大学へ移行した。

### 建学の精神（校訓・理念・学是）
- 名古屋文理大学短期大学部の教育方針[1]
  - 学問と技術の練磨
  - 心身の強化
  - 思索力の養成
  - 品性の陶冶
  - 正しい人生観の涵養
  - 信頼される日本人の育成

### 教育および研究
- 名古屋文理大学短期大学部は、食物栄養学科があり、食物に携わるエキスパートを育てるためのカリキュラムが構成されている。

### 学風および特色
- 名古屋文理大学短期大学部は、1941年創立の農林省財団食糧科学研究所が起源となっており、その実績からとりわけ食物や栄養業界で活躍する人材育成が売り物となっている。

## 沿革
- 1941年 - 農林省財団食糧科学研究所発足
- 1966年 - 名古屋栄養短期大学（なごやえいようたんきだいがく）食物栄養科を設置（学生数：男42、女106[2]）。
- 1967年 - 別科食物専修第二部を設置。
- 1973年 - 生活科学科を増設（学生数 男0 女191[3]）。
- 1986年 - 情報処理学科を新設する（学生数 男6 女263[4]）。
- 1988年 - 名古屋文理短期大学（なごやぶんりたんきだいがく 英称:Nagoya Bunri College）に改称。
- 1990年 - 経営学科を新設する（学生数 男37 女106[5]）。
- 1991年 - 専攻科食物科学専攻を設置。
- 1992年 - 専攻科に経営専攻を設置。
- 2000年 - 5月24日をもって情報処理学科、経営学科を正式廃止[6]
- 2001年 - 生活科学科を専攻分離。
  - 生活科学専攻
  - 生活福祉専攻
- 2005年 - 名古屋文理大学短期大学部に改称。生活福祉専攻を介護福祉学科に改組。食物栄養学科を専攻分離。
  - 栄養士専攻
  - 食生活専攻
- 2006年 - 3月31日をもって生活科学科を正式廃止[6]
- 2009年 - 食物栄養学科食生活専攻を製菓専攻に専攻校名変更。
- 2011年 - この年度より介護福祉学科学生募集停止[6]。
- 2012年 - 介護福祉学科廃止。

## 基礎データ

### 所在地
- 愛知県名古屋市西区笹塚町2-1

### 交通アクセス
- 名古屋市営地下鉄鶴舞線庄内通駅下車。
- ほか、名古屋市営バス「堀越町」バス停留所より徒歩で直ぐの場所にある。名古屋市営地下鉄東山線・名城線栄駅・鶴舞線浄心駅、名古屋駅(近鉄名古屋駅・名鉄名古屋駅含む)からそれぞれ便がある。

## 教育および研究

### 組織

#### 学科
- 食物栄養学科
  - 栄養士専攻
  - 製菓専攻

##### 過去にあった学科
- 生活科学科[注 1]
- 情報処理学科[注 2]
- 経営学科[注 2]
- 介護福祉学科[注 3]

#### 専攻科
- 食物科学専攻が設置されていた。大学評価・学位授与機構に認定され、栄養学士・管理栄養士受験資格が取得できるシステムとなっていた。

#### 別科
- かつて食物専修が設置されていた。日中勤務しながら学ぶ人のために設置された課程で、調理師の資格が取得できるシステムとなっていた。別科でありながら修業年限は夜間部2年制となっていた。

##### 取得資格について
資格
- 栄養士：食物栄養学科栄養士専攻
- 介護福祉士：介護福祉学科にて取得できた。
- 栄養教諭2種免許状：食物栄養学科栄養士専攻
- 中学校教諭2種免許状
  - 家庭[注 4]：食物栄養学科栄養士専攻、製菓専攻で取得できた。
  - 数学：かつての情報処理学科にて設置されていた。

受験資格
- 製菓衛生師：食物栄養学科製菓専攻

## 学生生活

### 部活動・クラブ活動・サークル活動
- 名古屋文理大学短期大学部のクラブ活動
  - 体育系：バスケットボールとテニス・バドミントン・ソフトボール・卓球・ダンスほか。
  - 文化系：軽音楽・ボランティア・調理科学研究・栄養指導ゼミナール・栄養実態研究・パティスリー（お菓子作り）ほか

### 学園祭
- 名古屋文理大学短期大学部の学園祭は「名栄祭」と呼ばれ毎年、10月第4金曜日・土曜日に行われている。

### スポーツ
- 女子バスケットボールと硬式テニスがそれぞれ愛知県私立短期大学体育大会で優勝経験あり。

## 大学関係者

### 教授・名誉教授・旧職員
- 稲石三二（体育・ハンドボール指導・稲沢キャンパス）
- 栗原寿男（学校経営・教育方法・情報教育）

### 卒業生
- 杉浦友祐（料理研究家）

## 施設

### キャンパス

#### 名古屋キャンパス
- 使用学科：食物栄養学科・かつて介護福祉学科が使用されていた。
- 使用専攻科：かつて食物科学専攻が使用されていた。
- 使用附属施設：なし
- 交通アクセス：#交通アクセスの欄に同じ。
- 設備：図書館（所蔵数は約37,000冊となっている）・パソコン室・調理実習室・製菓実習室・介護実習室・体育館・学生ホールほか

#### 旧・稲沢キャンパス
- 使用学科：情報処理学科・経営学科

## 対外関係

### 他大学との協定
- クイーンズランド大学：オーストラリア

### 系列校
- 名古屋文理大学

## 社会との関わり
- 公開講座が行なわれている。

## 卒業後の進路について

### 就職について
- 生活科学科
  - 生活科学専攻&生活科学科：一般企業への就職者が多いものとなっていた。一例としてアイシン・エィ・ダブリュ・野村證券・INAX・ソニー・東レ・三菱電機・リンナイ・中部電力・三重交通・リコー・オンワード樫山・名古屋トヨペット・メニコン・三交百貨店・愛知銀行・三十三銀行・岡崎信用金庫・第一生命保険・野村證券・ジャックスなどがある[7]。
  - 生活福祉専攻&介護福祉学科：特別養護老人ホームや老人保健施設ほか福祉施設での介護職が大半となっていた。
- 食物栄養学科
  - 栄養士専攻&食物栄養学科：資格を活かした職に就く人が多く、実績例として、コーミ・名糖産業・UCC上島珈琲・日清医療食品・富士産業・宝酒造・春日井製菓・キユーピー・敷島製パン・三島食品・名古屋製酪・はごろもフーズ・雪印乳業・シダックス・明治乳業・マルアイなどの食品関係、聖隷福祉事業団・松波総合病院などの医療・福祉機関、各種老人福祉施設・児童福祉施設・保育所・学校給食などの栄養士に就く人も多い。また、デンソーほか普通の一般企業内の社員食堂や名古屋クッキングスクールなどの料理教室で栄養士として勤務する人もいる[7][1]。
  - 製菓専攻：資格を活かした職に就く人が多い。一例としてフジパン・山崎製パン・エースベーカリー・日本製粉・協同乳業・ミツカン・名古屋クッキングスクールなどがある[1]。
  - 情報処理学科：一般企業への就職者が多く、トヨタ自動車・三菱自動車工業・三菱重工業・ユニチカ・アサヒビール・プリマハム・東邦ガス・日本通運・ホンダプリモ・三河日産自動車・ジャスコ・ニチイ・十六銀行・三十三銀行・一宮信用金庫・豊田信用金庫・大樹生命保険・大和證券などがあった。
  - 経営学科：一般企業への就職者が多く、イビデン・サンクス・浜乙女・フジパン・明電舎・ヤマハ発動機・三越・丸栄・松坂屋・あさひ銀行・百五銀行・蒲郡信用金庫・半田信用金庫・山種証券・セントラルファイナンスなどがある。

### 編入学・進学実績
- これまでの実績では、同じ学園の名古屋文理大学のほか桜花学園大学・中部大学などがある[8]。